# Suzanne Bennett
Suzanne Bennett, född Suzanne Evans 1893 i Australien, död i december 1974, var en australisk-amerikansk teaterskådespelare. Hon var gift med polarforskaren Hubert Wilkins
Bennett var verksam som skådespelare från 1920-talet på Broadway. Efter att hon avled kremerades hennes stoft och askan fördes av US Navy till Nordpolen ombord på ubåten USS Bluefish där den gravsattes 4 maj 1975. Hennes make hade då varit gravsatt där sedan 1959.